# الحرابية (أرحب)

تعديل مصدري - تعديل

الحرابية هي إحدى قرى عزلة بني على بمديرية أرحب التابعة لمحافظة صنعاء، بلغ تعداد سكانها 276 نسمة حسب تعداد اليمن لعام 2004.